# 최정관
최정관(崔正冠, 2004년 8월 18일 ~ )은 대한민국의 바둑 기사이다.

## 약력
의정부시 출신으로 초등학교 1학년 때 처음 바둑을 시작했다. 어린이 바둑대회에서 우승하면서 전문 바둑도장에서 본격적으로 바둑 공부를 하며 프로 입단을 준비했고, 충암바둑도장에서 유창혁, 최원용, 위태웅 사범의 지도를 받았다. 2021년 연구생 바둑대회에서 연구생 1위를 하며 입단을 확정지었고, 2022년에 정식으로 프로 기사가 되었다. 2023년에 2단으로 승단했다.